# Manfred Gurlitt
Manfred Gurlitt (Berlín, 6 de setembre, 1890 - Tòquio, 29 d'abril, 1972), va ser un compositor i director d'orquestra alemany. Es va donar a conèixer principalment a través de les seves òperes.

## Biografia
Manfred Gurlitt era fill de Willi Waldecker, el director gerent del marxant d'art Fritz Gurlitt, i de la seva dona Annarella Gurlitt, de soltera Imhof (1856–1935). El mig germà gran de Manfred Gurlitt, Wolfgang Gurlitt, era comerciant d'art. Poc després de la mort de Fritz Gurlitt († 1893), Waldecker es va casar amb Annarella Gurlitt.
Després d'assistir al Royal Wilhelms-Gymnasium de Berlín, Gurlitt va estudiar teoria musical amb Hans Hermann i Hugo Kaun, piano amb Moritz Mayer-Mahr i Rudolph Maria Breithaupt i composició amb Engelbert Humperdinck a la seva ciutat natal a partir de 1907. Com a director d'orquestra, va prendre com a model a Karl Muck, a qui va acompanyar com a assistent al Festival de Bayreuth el 1911. De 1908 a 1910 va adquirir la seva primera experiència com a repetidor a l'Òpera de la Corte de Berlín. El 1911 va ser director de teatre a Essen, el 1912/13 a Augsburg i del 1914 al 1927 primer director al teatre de la ciutat de Bremen. Allà va fundar la "Society for New Music" l'any 1920 i la va dirigir. El 1924 va ser nomenat Director General de Música a Bremen. S'hi van estrenar dues de les seves òperes: el 1920, Die Heilige, basada en una obra de Carl Hauptmann, amb Maria Bernhard-Ulbrich en el paper principal, Elsa Jülich, Maria Hartow, Carl Stralendorf i Georg Becker com a recitador. El 1926 es va estrenar la seva òpera Wozzeck basada en Georg Büchner.
A principis de 1927 es va traslladar a Berlín, on a partir de 1928 va treballar com a director convidat a l'Òpera Estatal i per a la ràdio. Va fer nombrosos enregistraments per a Deutsche Grammophon i l'Odeon. La seva afirmació que va ocupar una càtedra a l'Acadèmia de Música de Berlín durant la dècada de 1930 no està demostrada. Després que els nazis arribessin al poder, Gurlitt es va unir al NSDAP l'1 de maig de 1933, però la seva pertinença va ser declarada nul·la el 3 de maig de 1937 a causa dels seus orígens jueus. Va treballar cada cop més com a director convidat a l'estranger, per exemple a l'Òpera Estatal de Viena el 1938. Finalment va emigrar al Japó el 1939. A Tòquio va treballar com a director d'òpera, concert i ràdio, alhora que ensenyava a l'Acadèmia Imperial de Música. Però també hi va ser assetjat per instigació dels nacionalsocialistes i va ser destituït pel govern el 1942 fins al final de la guerra. Ara va escriure crítiques musicals per a un diari en anglès. El 1953 va fundar la "Gurlitt Opera Company" amb l'objectiu de donar a conèixer el repertori operístic europeu al públic japonès. Els esforços per recuperar un lloc a Alemanya després de la guerra van fracassar. El 1969 va ser nomenat professor a la Universitat de Música Showa de Tòquio. Tres anys després va morir.
El 1973, la seva quarta dona, la cantant d'òpera Hisako Gurlitt, de soltera Hidaka, va donar una beca Manfred Gurlitt a la Universitat Showa.

## Obra
Obres escèniques

- L'illa. Música per al drama d'Herbert Eulenberg (1918)
- El Sant. Llegenda musical en 3 esdeveniments de Carl Hauptmann. 21 de gener de 1920 Bremen
- Wozzeck. Tragèdia musical 18 escenes, 1 epíleg op 16 després de Georg Büchner. 21 d'abril de 1926 Bremen
- Soldaten. Òpera en 3 actes segons Jakob Michael Reinhold Lenz. 9 de novembre de 1930 Düsseldorf (Director: Walter Bruno Iltz, Director: Jascha Horenstein)
- Nana. Òpera 4 actes (1931/32) segons Émile Zola / Max Brod. 16 d'abril de 1958 Dortmund (prohibit abans de l'estrena programada a Mannheim el 1933, assajat i gravat íntegrament al Theatre Erfurt amb Enrico Calesso)
- Nächtlicher Spuk "Seguidilla Bolero". Òpera en 3 actes (1934–1936) segons Paul Knudsen
- Warum (Feliza) "Per què (Feliza)". Òpera 1 pròleg, 4 actes, postludi (1934–1936/1942–1945), Llibret del compositor
- Nordische Ballade "balada nòrdica". Òpera 4 actes (1934/44) després de Selma Lagerlöf / Manfred Gurlitt 4 de maig de 2003 Trier
- Wir schreiten aus "Sortim". Drama de contes de fades (1945/1958, inacabat) Llibret del compositor

Obres orquestrals

- Música simfònica per a gran orquestra (1922)
- Concert per a piano en la major (Concert de cambra núm. 1) op. 20 (1927
- Concert de cambra núm. 2 per a violí en la major (1929)
- Concert en fa major per a violí i orquestra (1934)
- Concert per a violoncel en fa major (1937–38)
- Simfonia de Goya (1938–39)
- Variacions Nobutoki
- 3 discursos polítics per a baríton, cor masculí i gran orquestra (1946–47)
- Quatre cançons dramàtiques per a soprano i orquestra (1950–51)
- Simfonia de Shakespeare per a soprano, mezzosoprano, alt, baríton, baix, baix buffo ad lib. i orquestra (1952–54)

música de cambra

- Quintet amb piano (1912)
- Sonata per a piano (1913)
- Configuració de cançons amb orquestra de cambra (1923 i 1925)

## Enregistraments
- Wozzeck, Roland Hermann, Celina Lindsley, Anton Scharinger, Robert Wörle, Endrik Wottrich, German Symphony Orchestra Berlin, Gerd Albrecht, Capriccio 1993.
- Soldaten, Michael Burt, Michelle Breedt, Claudia Barainsky, Katherina Müller, Thomas Mohr, Thomas Harper, Urban Malmberg, Celina Lindsley, Robert Wörle, Rundfunkchor Berlin, German SO Berlin, Gerd Albrecht, Orfeo 1998.
- Nana, Peter Schöne, Ilia Papandreou, Dario Süß, Julia Neumann, Erfurt Opera Choir, Erfurt Philharmonic Orchestra, Enrico Calesso, Crystal 2010.
- Goya-Symphonie, Christiane Oelze, Orquestra Simfònica de la Ràdio de Berlín, Antony Beaumont, Crystal 2007.